# 卡斯特洪德亚拉尔瓦
卡斯特洪德亚拉尔瓦，是西班牙阿拉贡自治区萨拉戈萨省的一个市镇。 总面积18平方公里，总人口103人（2001年），人口密度6人/平方公里。